# Panowie w cylindrach
Panowie w cylindrach (ang. Top Hat) – amerykański film muzyczny z 1935 roku w reżyserii Marka Sandricha.
Autorami scenariusza byli Allan Scott oraz Dwight Taylor, którzy wykorzystali dwie sztuki teatralne: Scandal in Budapest (1933) napisaną przez Sándora Faragó oraz A Girl Who Dares (1933) autorstwa Aldara Laszlo. Był to czwarty z dziesięciu filmów, w których wystąpili wspólnie Fred Astaire i Ginger Rogers.
Film zdobył cztery nominacje do Oscarów.
Piosenki do filmu napisał Irving Berlin. Top Hat, White Tie and Tails, a zwłaszcza Cheek to Cheek, stały się klasyką amerykańskiej piosenki. Pojawiały się one również w późniejszych filmach jako nostalgiczne wspomnienie – szczególnie Cheek to Cheek – w filmie Purpurowa róża z Kairu (1985) oraz Zielona mila (The Green Mile) (1999).
Polską wersję piosenki Cheek to Cheek pod tytułem W siódmym niebie nagrał przed  II wojną światową Adam Aston.

## Obsada
- Fred Astaire jako Jerry Travers
- Ginger Rogers jako Dale Tremont
- Edward Everett Horton jako Horace Hardwick
- Erik Rhodes jako Alberto Beddini
- Eric Blore jako Bates
- Helen Broderick jako Madge Hardwick